# Bromek tionylu
Bromek tionylu, SOBr
2 – nieorganiczny związek chemiczny z grupy halogenków kwasowych, bromowy analog chlorku tionylu i fluorku tionylu.

## Otrzymywanie
Po raz pierwszy został otrzymany przez A. Michaelisa w 1891 r. w reakcji bromu z tionyloaniliną:
Ph−N=SO + 3Br
2 → SOBr
2 + C
6H
2Br
3·NH
3Br
Wydajność tej reakcji jest jednak niewielka, a oczyszczenie produktu trudne. Inną metodę zaproponował A. Besson w 1896 r. – reakcję chlorku tionylu z bromowodorem:
SOCl
2 + 2HBr → SOBr
2 + 2HCl
Reakcję prowadzi się z chłodzeniem i dokładnym zabezpieczeniem przed wilgocią. Jest to metoda stosowana współcześnie.

## Właściwości
Jest mniej trwały i bardziej reaktywny od chlorku tionylu. Można go przechowywać pod warunkiem dobrego zabezpieczenia przed wilgocią, jednak nawet w takich warunkach ulega powolnemu samorzutnemu rozpadowi. Rozkłada się pod wpływem wilgoci. Z wodą i acetonem reaguje gwałtownie.
Przebieg hydrolizy:
SOBr
2 + H
2O → SO
2↑ + 2HBr↑
Z pirydyną tworzy niereaktywną sól Py·HBr
3, co uniemożliwia stosowanie jej jako rozpuszczalnika.
Jest bardzo szkodliwy dla błon śluzowych, oczu, układu oddechowego i skóry.

## Zastosowanie
Stosowany jest jako środek bromujący, np. :
- R−OH → R−Br
- R−COOH → R−COBr
- Ar−COOH → Ar−COBr
- addycja bromu do wiązania podwójnego